# Making Mirrors
Making Mirrors je třetí studiové album belgicko-australského hudebníka Gotye. Album bylo vydáno 19. srpna 2011 v Austrálii. Toto album je známé především díky mezinárodně úspěšnému hitu Somebody That I Used To Know, který celosvětově prorazil v hitparádách. V Polsku bylo den po vydání album oceněno jako platinové.

## Seznam skladeb
1. Making Mirrors – 1:01
2. Easy Way Out – 1:57
3. Somebody That I Used To Know – 4:04
4. Eyes Wide Open – 3:11
5. Smoke and Mirrors – 5:13
6. I Feel Better – 3:18
7. In Your Light – 4:39
8. State of the Art – 5:22
9. Don't Worry, We'll Be Watching You – 3:18
10. Giving Me a Chance – 3:07
11. Save Me – 3:53
12. Bronte – 3:18